# Несшьо
Нѐсшьо (на шведски: Nässjö) е град в южна Швеция, лен Йоншьопинг. Главен административен център на едноименната община Несшьо. Намира се на около 260 km на югозапад от столицата Стокхолм и на 42 km на изток от Йоншьопинг. Получава статут на град през 1914 г. ЖП възел. Населението на града е 16 678 жители според данни от преброяването през 2010 г.
Седалище на националната спортна академия по боулинг.